# Hallands Spelmansförbund
Hallands Spelmansförbund, förbund "för väckandet och vidmakthållandet av intresset för gammal halländsk folkmusik", bildat vid Hallands Hembygdsförbunds hembygdsting på Katrinebergs folkhögskola i Halland den 26 september 1931. Initiativtagare var redaktören vid Hallands Nyheter Filip Pärson (1873–1943). Han blev också förbundets förste ordförande och verkade som sådan fram till sin död. Till styrelsemedlemmar valdes musikdirektören Fredrik Hjort (1868–1941), Göteborg, bördig från Eftra, och de båda museiintendenterna Erik Salvén (1889–1980), Halmstad, och Albert Sandklef (1893–1990), Varberg, banktjänstemannen Robert Collander, Halmstad, samt spelmännen Karl Stenström (1874–1940) från Eftra och L.F. Palmqvist från Eldsberga. Ordförande sedan 1985 är Jan Krouthén.
Medlemskapet är individuellt, men de flesta medlemmar ingår i något spelmanslag, och ett dussintal sådana finns representerade i förbundet. Bland namnkunniga tidigare medlemmar märks riksspelmannen August Ysenius (1877–1959) från Ysby.